# William Joseph Hammer

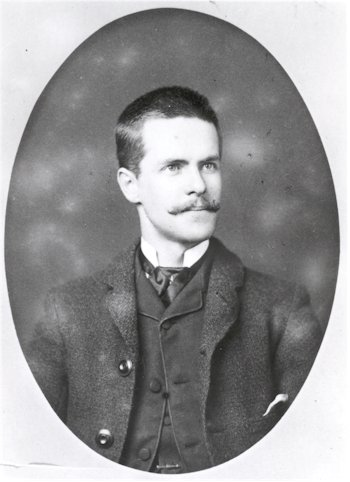
William Joseph Hammer

William Joseph Hammer (* 26. Februar 1858 in Cressona, Schuylkill County; † 24. März 1934) war ein US-amerikanischer Ingenieur.

## Leben und Wirken
William Joseph Hammer begann seine Laufbahn 1878 als Assistent des Chemikers Edward Weston in Newark (New Jersey), an der Weston Malleable Nickel Company. Bei einem Besuch des Labors von Thomas Alva Edison im Menlo Park im Dezember 1879 sicherte er sich eine Anstellung als Laborassistent. Er beschäftigte sich mit der Entwicklung von Phonographen, Telephonen und hauptsächlich mit Glühlampen. 1880 wurde er Chefingenieur der Edison Lamp Works. 1881 wurde er nach London, zur English Electric Light Company gesandt, wo er zu Demonstrationszwecken die erste zentrale Stromversorgung für 3000 Lampen am Holborn Viaduct (vgl. Bahnhof Holborn Viaduct) aufbaute. Er bereitete auch die Elektroausstellung am Crystal Palace (1882) vor. 
Hammer entdeckte den Hammer's Phantom Shadow (1882?), der bei der Patentierung der Glühlampe 1883 als Edison-Effekt und später als Edison-Richardson-Effekt bekannt wurde. 1883 übernahm er den Posten als Chefingenieur der Deutschen Edison Gesellschaft (die spätere AEG) in Berlin. Er richtete mehrere Werke im Deutschen Reich ein und leitete die Dynamo-Produktion in Charlottenburg ein. Hier erfand er auch ein Blinklicht.
Im Frühjahr 1884 kehrte Hammer in die USA zurück und wurde Chefinspektor der Zentralstationen der Muttergesellschaft Edison Electric Light Company. Von 1886 bis 1887 war er Geschäftsführer und Chefingenieur der Boston Edison Electric Illuminating Company. Im Jahre 1888 arbeitete Hammer als selbständiger Ingenieur und überwacht die Vollendung der damals größten isolierten elektrischen Beleuchtungsanlage am Ponce de Leon Hotel in St. Augustine (Florida). In diesem Jahr wurde er auch als Beratungsingenieur der Centennial Exposition Cincinnati gewählt. Edison erwählte ihn als seinen persönlichen Vertreter für die Pariser Weltausstellung von 1889. Während der Ausstellung unternahm Hammer mit dem Aeronauten Rufus Gibbon Wells (1830–1910) und dem Meteorologen Abbott Lawrence Rotch eine mehr als vierstündige Ballonfahrt über Frankreich. Nach seiner Rückkehr betrieb er von 1890 bis 1925 ein unabhängiges Beratungsbüro in New York City, wo er auch als Gutachter bei Patent-Streitigkeiten fungierte. 1894 heiratete er in Cleveland Alice Maud White († 1906), mit der er eine Tochter hatte.
1902, bei einem Besuch von Pierre und Marie Curie in Paris hatte Hammer eine Probe Radium erhalten, mit der er experimentierte. Er stellte Radium-Pulver und leuchtende Farben zur Beschichtung von Uhren und Instrumenten her. Im Sommer 1903 behandelte er damit einen Tumor an seiner Hand und belieferte Krankenhäuser mit radioaktivem Wasser. Bei Experimenten mit Selen entwickelte er auch Selenzellen und Anwendungen dafür.
Seine Leidenschaft war die Luftfahrt.

## Veröffentlichungen
- Radium, and other radio-active substances: polonium, actinium, and thorium. New York/London 1903, (online).